# Miloš Kužvart
Miloš Kužvart, né le 20 novembre 1960 à Prague, est un homme politique, entrepreneur, scientifique, haut fonctionnaire et universitaire tchèque membre du Parti des droits civiques (SPO).